# Casserengue
Casserengue är en kommun i Brasilien.   Den ligger i delstaten Paraíba, i den östra delen av landet, 1 700 km nordost om huvudstaden Brasília. Antalet invånare är 7 058. Arean är 201 kvadratkilometer.
Terrängen i Casserengue är platt åt sydväst, men åt nordost är den kuperad.
Omgivningarna runt Casserengue är huvudsakligen savann. Runt Casserengue är det ganska tätbefolkat, med 120 invånare per kvadratkilometer.